# Escuela Fanny Jackson Coppin

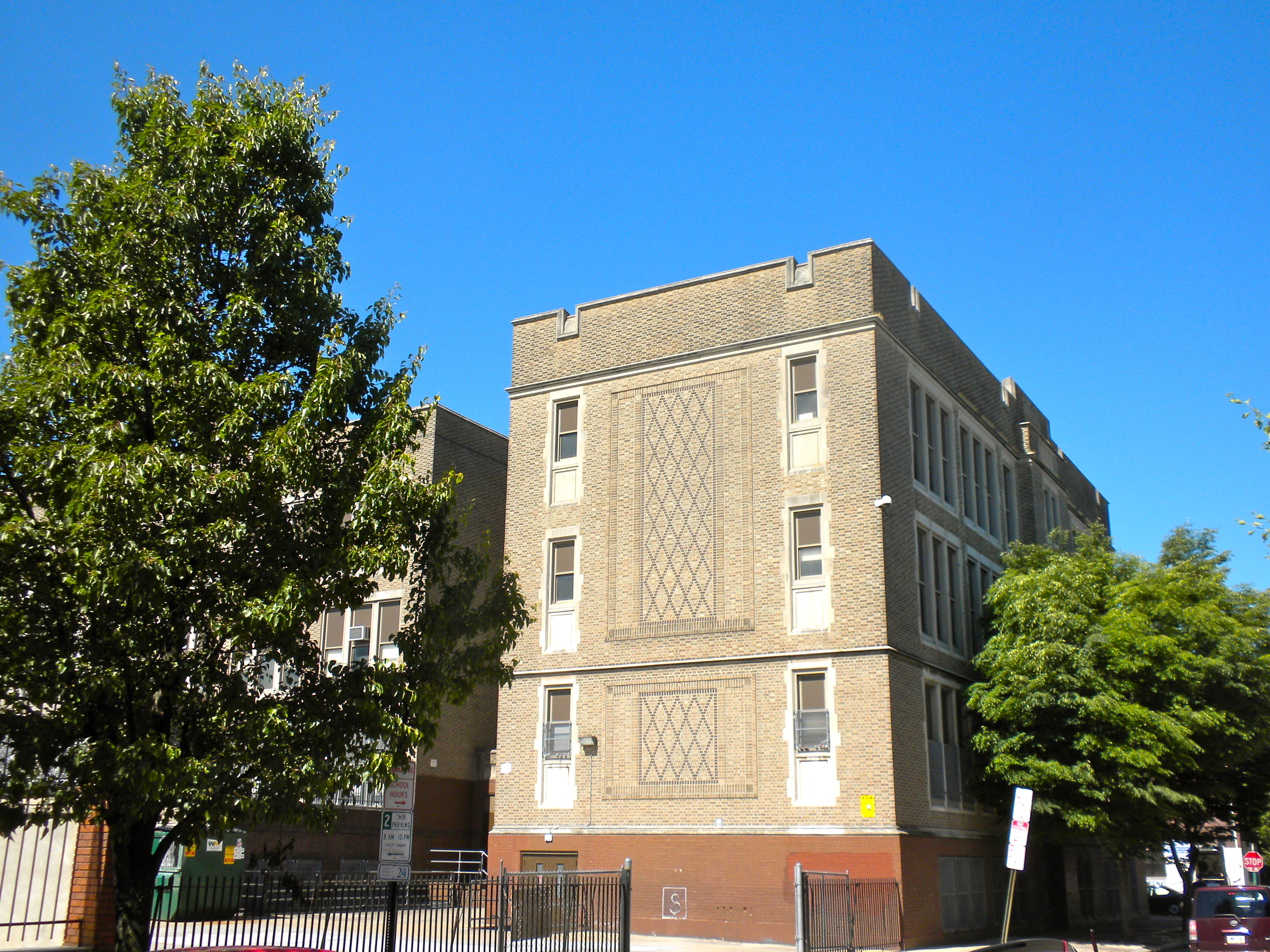
Escuela Andrew Jackson, en el mayo de 2010

La Escuela Fanny Jackson Coppin (desde 2021), anteriormente la Escuela Andrew Jackson (Andrew Jackson School), es una escuela K-8 pública en el barrio Passyunk Square del sur de Filadelfia, Pensilvania. Como parte del Distrito Escolar de Filadelfia, es en el Registro Nacional de Lugares Históricos (NRHP por sus siglas en inglés) como la Federal Street School. Sirve a los barrios de Passyunk Square, Bella Vista, y Hawthorne.

## Historia
El edificio actual, diseñado por B. Fennimore y Irwin T. Catharine, se abrió en 1924. El edificio tiene el estilo de arquitectura neogótica. En 1986 se añadió al registro de lugares históricos.

## Cuerpo estudiantil
A partir de 2015, más de 33% de los estudiantes de Andrew Jackson eran hispanos; muchos mexicanos emigraron a la zona de asistencia de Andrew Jackson.